# Тіні Кокс
Мартінус Йозефус Марія «Тіні» Кокс (нід. Martinus Josephus Maria (Tiny) Kox; нар. 6 травня 1953, Зеелст) — нідерландський  політик лівого спрямування, член Соціалістичної партії, депутат Сенату (верхньої палати нідерландського парламенту) від цієї партії та голова її фракції в Сенаті з 10 червня 2003 року.  Голова ПАРЄ з 24 січня 2022 року.
З 2014 року і до початку повномасштабного російського вторгнення в Україну сприймався в Україні як проросійський політик.

## Життєпис
Вивчав право в Тілбурзькому університеті. З 1975 по 1978 рр. працював у центрі правової допомоги Тілбурга, у 1978 р. — в адміністрації муніципалітету Остергаут, а з 1978 по 1982 р. знову був співробітником центру правової допомоги Тілбурга. З 1981 по 1994 рр. працював головним редактором партійного журналу соціалістів «Tribune», а з 1982 по 1999 рр. був керівником фракції соцпартії в міській раді Тілбурга. Крім того, займає кілька посад у виконавчих органах партії.
З червня 2003 року депутат Сенату Нідерландів. Він також голова Партії європейських лівих у Парламентській Асамблеї Ради Європи та партійний працівник аналітичного центру соцпартії.
На загальних виборах 2006 року Кокса обрано депутатом Палати представників (нижньої палати парламенту Нідерландів), але він не скористався цим мандатом, щоб продовжити своє депутатство в Сенаті.
У квітні 2019 р. підготував доповідь «Роль і місія ПАРЄ: головні виклики майбутнього», у якій обстоював створення альтернативного механізму запровадження санкцій проти країн, які порушують принципи Ради Європи. Первісний текст доповіді цього, на думку українських делегатів, проросійського політика містив норми, які давали змогу повернути в асамблею делегацію Росії. 10 квітня 2019 Парламентська асамблея Ради Європи схвалила резолюцію про підтримку цієї доповіді Кокса, з остаточного тексту якої згадані норми було вилучено.
У січні 2022 року був обраний Головою ПАРЄ.. 15 березня 2022 року разом з європейськими політиками виступив із заявою про виключення РФ з Ради Європи 6 квітня 2022 року прибув до Львова на запрошення Голови Верховної Ради Руслана Стефанчука, ставши першим нідерландським політиком, який відвідав Україну після початку російського вторгнення. У Львові Кокс зустрівся зі спікером українського парламенту, членами української делегації ПАРЄ та мером Андрієм Садовим.
Кокс заявив, що завдяки співпраці Парламентської асамблеї та Кабінету міністрів Ради Європи вдалося за три дні призупинити представництво Росії в органах РЄ, а за три тижні — виключити її з організації.